# Эквивалентный слой воды
В физике, эквивалентный слой воды (водный эквивалент, meter water equivalent, m.w.e, mwe) — стандартизированная мера измерения ослабления космического излучения в подземных лабораториях. Лаборатория на «глубине» эквивалентного слоя воды в 1000 метров защищена от космического излучения так же, как лаборатория, расположенная на глубине 1000 м ниже поверхности воды. Поскольку лаборатории на одинаковой глубине (в горах или шахтах) могут иметь очень разный уровень ослабления излучения, толщина эквивалентного слоя даёт удобный и совместимый способ сравнения уровня космического фона в различных местах.
Ослабление космического излучения зависит от плотности материала породы, поэтому эквивалентный слой воды определяется как произведение глубины и плотности (также известное как глубина взаимодействия). Плотность воды составляет 1 г/см3, поэтому 1 м воды дает глубину взаимодействия 1 гектограмм (100 грамм) на квадратный сантиметр (гг/см2). В некоторых публикациях используется единица гг/см2 вместо эквивалентного слоя, однако эти единицы равнозначны.
Другим фактором, который следует принимать во внимание, является форма покровной породы. Некоторые лаборатории размещены под плоской поверхностью земли, а все остальные размещены в туннелях под горами. Таким образом, расстояние до поверхности в направлениях, отличных от вертикального, будет меньше, чем было бы при плоской поверхности.

## Стандартная порода
В дополнение к эквивалентному слою воды, глубина подземной лаборатории может также измеряться в метрах стандартной породы. Стандартная порода определяется как вещество с массовым числом A = 22, атомным номером Z = 11, и плотностью 2.65 г/см3. Поскольку большинство лабораторий размещены под землёй, а не под водой, глубина в метрах стандартной породы часто близка к действительной глубине размещения лаборатории.

## Существующие подземные лаборатории
Подземные лаборатории могут размещаться в широком диапазоне глубин от непосредственно под поверхностью до примерно 6000 m.w.e для SNOLAB и 6700 m.w.e. в подземной лаборатории Цзиньпин в Китае.